# Bergsjöån
Bergsjöån är ett vattendrag i norra Ångermanland, Örnsköldsviks kommun. Längd cirka 15 km, inklusive källflöden 30 km. Bergsjöån rinner upp i Bergsjön cirka 2 mil öster om Junsele och strömmar åt sydost mot Myckelgensjösjön (194 m ö.h.). Biflöden till Bergsjöån är Krokån och Vetasjöån. Viktigaste källflöde till Bergsjöån är Holmsjöån.